# Alfa Sagittarii
Alfa Sagittarii (α Sgr, Rukbat) – niezbyt jasna gwiazda leżąca w południowej części gwiazdozbioru Strzelca, daleko od jego głównego motywu. Wbrew oznaczeniu Bayera, pod względem jasności jest to czternasta gwiazda konstelacji. Znajduje się około 170 lat świetlnych od Słońca.

## Nazwa
Gwiazda nosi tradycyjną nazwę Rukbat, wywodzącą się z arabskiego ‏ركبة الرامي‎ rukbat al-rāmī, „kolano strzelca”. Nie należy mylić tej nazwy z nazwą gwiazdy Ruchba, która także pochodzi od arabskiego słowa ‏ركبة‎ rukba, co znaczy „kolano”. Ma również tradycyjną chińską nazwę, chiń. 天淵三; pinyin Tiānyuān sān. Międzynarodowa Unia Astronomiczna w 2016 roku formalnie zatwierdziła użycie nazwy Rukbat dla określenia tej gwiazdy.

## Charakterystyka
Alfa Sagittarii to błękitna gwiazda ciągu głównego należąca do typu widmowego B. Jej obserwowana wielkość gwiazdowa wynosi +3,96m. Mimo oznaczenia literą Alfa (α) nie należy do najjaśniejszych gwiazd konstelacji.